# James Rebhorn
James Rebhorn, né le 1er septembre 1948 à Philadelphie,  (Pennsylvanie, États-Unis), et mort le 21 mars 2014 à South Orange, (New Jersey, États-Unis), est un acteur de genre américain.

## Biographie

### Jeunesse et débuts
James Robert Rebhorn naît le 1er septembre 1948 à Philadelphie (Pennsylvanie).

### Parcours
James Rebhorn étudie les sciences politiques à l'université de Wittenberg à Springfield, Ohio, d'où il sort diplômé en 1970. Il part alors pour New York où il remporte un Master of Fine Arts de comédie de l'université Columbia, puis il rejoint la scène du Metropolitan Theater.

### Carrière
Son physique et sa taille de 1,91 mètre lui valent de jouer fréquemment des notables. Il fut homme politique en 1996 dans Independence Day, son rôle le plus connu, médecin en 2002 dans Loin du paradis et en 2004 dans Retour à Cold Mountain, avocat en 2009 dans L'Enquête. James Rebhorn a tourné deux fois avec Al Pacino dans Le Temps d'un week-end et L'Impasse, ainsi qu'avec Jude Law sous la direction d’Anthony Minghella dans Le Talentueux Mr. Ripley et Retour à Cold Mountain. Il a aussi été dirigé par Ridley Scott pour Lame de fond, David Fincher pour The Game, et a collaboré avec Ben Stiller et Robert De Niro dans Mon beau-père et moi.
James Rebhorn est aussi un habitué des séries télévisées comme New York, police judiciaire, Big Lake dans laquelle il incarne Carl Franklin et Homeland où il interprète Frank Mathison.

### Mort
Il meurt le 21 mars 2014 des suites d'un mélanome diagnostiqué en 1992. Il avait rédigé sa propre nécrologie.

## Filmographie

### Cinéma
- 1976 : The Yum-Yum Girls : Casting Director
- 1980 : Noces sanglantes (He Knows You're Alone) : le professeur Carl Mason
- 1982 : Soup for One : Lawyer
- 1983 : Le Mystère Silkwood (Silkwood) de Mike Nichols : Los Alamos Doctor
- 1985 : Cat's Eye : Drunk businessman (segment Quitters Inc.)
- 1986 : Whatever It Takes : Michael Manion
- 1988 : Une femme en péril (The House on Carroll Street) : The Official
- 1988 : Au cœur de minuit (Heart of Midnight) : Richard
- 1990 : La Maison des otages (Desperate Hours) de Michael Cimino : le procureur
- 1991 : À propos d'Henry (Regarding Henry) : Dr. Sultan
- 1992 : Ombres et Brouillard (Shadows and Fog) de Woody Allen : Vigilante
- 1992 : Mon cousin Vinny (My Cousin Vinny) : George Wilbur
- 1992 : Basic Instinct de Paul Verhoeven : Dr. McElwaine
- 1992 : Sables mortels (White Sands) : agent du FBI Flynn
- 1992 : Wind : George
- 1992 : Le Temps d'un week-end (Scent of a Woman) : M. Trask
- 1992 : Lorenzo (Lorenzo's Oil) de George Miller : Ellard Muscatine
- 1993 : L'Impasse (Carlito's Way) : Dist. Atty. Norwalk
- 1994 : L'Apprenti millionnaire (Blank Check) : Fred Waters
- 1994 : 8 secondes (8 Seconds) : Clyde Frost
- 1994 : Un ange gardien pour Tess (Guarding Tess) : Howard Schaeffer
- 1994 : Les Complices (I Love Trouble) de Charles Shyer : Mando, The Thin Man
- 1995 : Le Patchwork de la vie (How to Make an American Quilt)
- 1996 : Lame de fond (White Squall) : Tyler
- 1996 : Personnel et Confidentiel (Up Close and Personal) : John Merino
- 1996 : La Fille d'en face (If Lucy Fell) : Simon Ackerman
- 1996 : Independence Day : Albert Nimzicki
- 1996 : Président ? Vous avez dit président ? (My Fellow Americans) : Charlie Reynolds
- 1997 : The Game : Jim Feingold
- 1998 : All of It : Bill Holbeck
- 1999 : La neige tombait sur les cèdres (Snow Falling on Cedars) : Alvin Hooks
- 1999 : Madonna: The Video Collection 93:99 (vidéo) : l'étranger (segment Bad Girl)
- 1999 : Le Talentueux Mr. Ripley (The Talented Mr. Ripley) : Herbert Greenleaf
- 2000 : Les Aventures de Rocky et Bullwinkle (The Adventures of Rocky & Bullwinkle) de Des McAnuff : le président Signoff
- 2000 : Mon beau-père et moi (Meet the Parents) : Dr. Larry Banks
- 2001 : Scotland, Pa. : Norm Duncan, Owner Duncan's Cafe
- 2001 : Last Ball : M. Corcoran
- 2002 : Vacuums : Dirk Bentley
- 2002 : Pluto Nash (The Adventures of Pluto Nash) : Belcher
- 2002 : Loin du paradis (Far from Heaven) : Dr. Bowman
- 2003 : The Trade : John Torman
- 2003 : Président par accident (Head of State) : le sénateur Bill Arnot
- 2003 : Retour à Cold Mountain (Cold Mountain) : le docteur
- 2004 : The Last Shot : Abe White
- 2008 : Baby Mama : le juge
- 2008 : La Patriote (An American Affair) de William Olsson : Lucian Carver
- 2009 : L'Enquête (The International) : le procureur général de New York
- 2009 : The Box : un des supérieurs d'Arthur à la NASA
- 2011 : Real Steel : Marvin
- 2012 : Sleepwalk with Me de Mike Birbiglia : Gary Pandamiglio
- 2013 : Before I Sleep : le prêtre

### Télévision

#### Téléfilms
- 1982 : Will: The Autobiography of G. Gordon Liddy : Peter Maroulis
- 1984 : He's Fired, She's Hired : homme au téléphone
- 1986 : Rockabye : Arthur Reardon
- 1986 : Une affaire meurtrière : Corbett
- 1987 : Kojak: The Price of Justice : Quibro
- 1989 : Kojak: Fatal Flaw : Slusher
- 1989 : Kojak: Ariana : Slusher
- 1989 : Great Performances (épisode : Our Town) : Dr. Gibbs
- 1989 : ABC Afterschool Specials (épisode : A Town's Revenge) : Dan Jensen
- 1990 : Everyday Heroes : Jim
- 1991 : La Nouvelle Vie de Sarah (Sarah, Plain and Tall) : William Wheaton
- 1991 : Dead and Alive: The Race for Gus Farace : Timothy Lanigan
- 1992 : Illusion fatale (Deadly Matrimony) : Lieutenant Lloyd Butler
- 1993 : Le Combat de Sarah (Skylark) : William Wheaton
- 1993 : J. F. K. : Le Destin en marche (J.F.K.: Reckless Youth) : St. John
- 1996 : Jury en otage (Mistrial) : Mayor Taylor
- 1998 : Vietnam : Un adroit mensonge (A Bright Shining Lie) : Ambassadeur
- 2001 : Amy et Isabelle (Amy and Isabelle) : Avery Clark
- 2004 : Preuves d'innocence (Reversible Errors) : Erno Erdai
- 2007 : Bernard et Doris (Bernard and Doris) : Waldo Taft

#### Séries télévisées
- 1977 : The Doctors (en) : Tom Carroll
- 1981-1982 : Texas : John Brady
- 1983 : Sessions : Harry
- 1985 : Nord et Sud (North and South) : Maj. Anderson
- 1985 : Kane and Abel : le procureur des États-Unis
- 1985 : C'est déjà demain (Search for Tomorrow) : Al Miller
- 1988 : As the World Turns : Henry Lange
- 1991 : Plymouth : Ezra
- 1995 : The Buccaneers : M. Closson
- 1998 : De la Terre à la Lune (From the Earth to the Moon) : Harrison Storms, VP North American
- 2009 : FBI : Duo très spécial (White Collar) : agent spécial Reese Hughes, directeur du FBI (saisons 1 à 4)
- 2011 : Homeland : le père de Carrie Mathison

### Voix françaises

#### En France
| - Jean-Pierre Leroux dans : - Wind - Mon cousin Vinny - Independence Day - Président ? Vous avez dit président ? - Loin du paradis - Jean-Luc Kayser dans : - Basic Instinct - Personnel et confidentiel - The Practice : Donnell et Associés (série télévisée) - Pluto Nash - L'Enquête - Guy Chapellier dans : - Ombres et Brouillard - Real Steel | - Philippe Catoire dans : - Mon beau-père et moi - Président par accident - Pierre Dourlens dans : - New York, police judiciaire (série télévisée) - The Last Shot Et aussi - Jacques Brunet dans Sables mortels - Pierre Laurent dans The Game - Yves-Henri Salerne dans New York 911 (série télévisée) - Jean-Michel Vovk dans La Loi de Canterbury (série télévisée) - Stefan Godin dans FBI : Duo très spécial (série télévisée) - Olivier Chauvel dans Enlightened (série télévisée) - Michel Laroussi dans Homeland (série télévisée) |